# Cashflow ratio
De cashflow ratio of kasstroombenadering is een variant van de interest-coverage ratio. Hoe hoger de uitkomst van deze ratio des te eenvoudiger de onderneming  aan haar verplichtingen aan de verschaffers van het lang vreemd vermogen kan voldoen.

{\displaystyle Cashflow~ratio~I~=~{\frac {totaal~resultaat^{*}~+~jaarlijkse~afschrijvingen}{rentelasten~+~aflossingen~op~lang~vreemd~vermogen}}}

Een ander kengetal waarin de cashflow een belangrijke rol speelt is de berekening van de termijn waarop het lang vreemd vermogen kan worden afgelost door zelffinanciering.

{\displaystyle Cashflow~ratio~II~=~({\frac {lang~vreemd~vermogen}{totaal~resultaat^{*}~+~jaarlijkse~afschrijvingen}})~\cdot ~1~jaar}
{\displaystyle *}onder totaal resultaat wordt hier verstaan de som van de netto winst en de rentelasten. Hieruit wordt de vergoeding betaald aan de verstrekkers van zowel het eigen vermogen als het vreemd vermogen.